# Aconogonum hultenianum
Aconogonum hultenianum là một loài thực vật có hoa trong họ Rau răm. Loài này được (Jurtzev) Tzvelev mô tả khoa học đầu tiên năm 1987.